# Hallie Kate Eisenberg
Hallie Kate Eisenberg (* 2. August 1992 in East Brunswick, New Jersey) ist eine ehemalige US-amerikanische Schauspielerin.

## Leben
Hallie Kate Eisenberg wurde als jüngstes von insgesamt drei Kindern einer jüdischen Familie in East Brunswick geboren. Ihr älterer Bruder Jesse Eisenberg ist ebenfalls Schauspieler. Bereits Ende der 1990er Jahre wirkte sie in diversen Werbespots, so zum Beispiel für den Independent Film Channel (IFC), vor allem aber für den Erfrischungsgetränkegiganten Pepsi mit und wurde so landesweit bekannt.
Mit Paulie – Ein Plappermaul macht seinen Weg gab Hallie 1998 ihr Spielfilmdebüt. Es folgten zumeist kleine Rollen in Fernsehfilmen und Kinofilmen, wie Insider (1999) an der Seite von Al Pacino, ehe sie 2000 ihre erste Hauptrolle im Film Beautiful bekam. Ihr Auftritt 2006 im Film Billys Wette oder Wie man gebratene Würmer isst brachte ihr bei den Young Artist Awards 2007 eine Nominierung für den Award als Beste Nebendarstellerin in einem Spielfilm ein. 2010 unterbrach sie ihre Filmkarriere, um aufs College zu gehen. Seitdem hat sie keine Filme mehr gedreht.

## Filmografie (Auswahl)
- 1998: Paulie – Ein Plappermaul macht seinen Weg (Paulie)
- 1998: Nicholas – Ein Kinderherz schlägt weiter (Nicholas’ Gift, Fernsehfilm)
- 1998: Blue Moon (Fernsehfilm)
- 1999: Swing Vote (Fernsehfilm)
- 1999: A Little Inside (Kurzfilm, Fernsehfilm)
- 1999: Insider (The Insider)
- 1999: Der 200 Jahre Mann (Bicentennial Man)
- 2000: Beautiful
- 2000: The Miracle Worker – Wunder geschehen (The Miracle Worker, Fernsehfilm)
- 2002: Stage on Screen: The Women (Fernsehfilm)
- 2004: The Goodbye Girl (Fernsehfilm)
- 2006: Jesus, Mary and Joey
- 2006: Billys Wette oder Wie man gebratene Würmer isst (How To Eat Fried Worms)
- 2008: Wild Child
- 2010: Holy Rollers